# Cristóbal Tapia de Veer
Juan Cristóbal Tapia de Veer (Santiago, 18 de octubre de 1973) es un compositor, arreglista, productor y multiinstrumentista chileno-canadiense nacido en Chile, radicado en Montreal, Quebec, Canadá. Es conocido por su banda sonora de la serie de televisión británica Utopia, por la que ganó un premio de la Royal Television Society en la categoría de mejor banda sonora original en 2013, y National Treasure de Channel 4, que le valió un BAFTA en 2017. Ha recibido premios de la Sociedad de Compositores, Autores y Editores de Música de Canadá en 2003 y 2017. En 2022 ganó dos premios Emmy por la música que compuso para The White Lotus.

## Biografía
Tapia de Veer nació durante el golpe de Estado militar de 1973 en Chile. Sus padres huyeron a París, Francia. Después del golpe, su padre se quedó en Francia y su madre lo llevó de regreso a Chile. La vida bajo la dictadura de Pinochet seguía siendo imposible, por lo que se convirtieron en refugiados políticos en Québec.
Tapia de Veer obtuvo una maestría en música clásica (con especialidad en percusión) del Conservatorio de Música de Quebec. En 2001 firmó con Warner Music con su banda de pop One Ton, poniendo un freno a su carrera clásica. El trío ganó el Canadian Dance Music Award (SOCAN) en 2003 con el sencillo electro-dance "Supersex World". Tapia de Veer produjo el disco.

## Obras y reconocimientos
En 2011, su música para el drama victoriano de cuatro partes The Crimson Petal and the White (dirigida por Marc Munden, de la BBC 2) fue bien recibida por la crítica. Matthew Gilbert de The Boston Globe, dijo: "La banda sonora va desde murmullos electrónicos hasta el éxtasis coral. Todo es brillante, efectivo y apropiadamente discordante".
Luego compuso la música para el thriller de conspiración Utopía de Channel 4 (creado por Dennis Kelly) por el cual ganó un premio de la Royal Television Society a la "mejor música original" en noviembre de 2013. Los jueces afirmaron que su "trabajo desdibujó las líneas entre el diseño de sonido y la partitura, creando una banda sonora que, según el jurado, se sentía como si estuviera sonando dentro de tu cabeza". En 2014, nuevamente candidata a un premio RTS, la música de la segunda serie ganó el premio Music & Sound en 2015 en la categoría de Mejor partitura original de TV. Su trabajo en Utopía fue nominado para el premio Bulldog de la revista Televisual a la mejor música y posteriormente lanzado en vinilo amarillo y verde.
A principios de 2014, Tapia de Veer completó la música para el programa de televisión Série noire, que se emitió en ICI-Radio-Canada Télé. La Academia de Cine y Televisión de Canadá le otorgó 2 Prix Gémeaux a la mejor música original y al mejor tema musical el mismo año y nuevamente en 2016 por la segunda temporada.
También terminó los trabajos de Jamaica Inn de la BBC, dirigida por Phillipa Lowthorpe (ganadora del premio BAFTA por Call the Midwife). Tapia de Veer luego escribió la música para la primera temporada de la coproducción Humans de AMC y Channel 4, que se convirtió en el mayor éxito dramático de Channel 4 en 20 años.
En 2016 compuso la música de su primer largometraje, The Girl with All the Gifts, que inauguró el Festival de Cine de Locarno. Su música ganó en la categoría Mejor Música Original en el Festival internacional du film fantastique de Gérardmer, Francia, en 2017, y fue aclamada entre fanáticos y críticos. Paramount Pictures usó su tema de apertura, GIFTED, para el tráiler final de la nueva versión de 2019 de Pet Sematary y PlayStation para su videojuego Call of Cthulhu.
Tapia de Veer volvió a hacer equipo con Marc Munden, para trabajar en National Treasure, el drama de cuatro partes de Channel 4 inspirado en Operation Yewtree, la investigación policial sobre el abuso sexual perpetrado por Jimmy Savile. y denuncias contra otras personalidades de los medios. La miniserie de televisión fue un gran éxito en Europa, ganando varios premios, así como un BAFTA y un FIPA D'OR en el Festival International de Programs Audiovisuels en Biarritz, Francia, por la partitura original de Tapia de Veer.
La serie Dirk Gently de BBC America encontró una sólida base de fans en 2016, que todavía está esperando que se lance un álbum con la banda sonora. Debido a la apretada agenda de Tapia de Veer, no pudo trabajar en la segunda temporada.
En el mismo año, Amazon Prime le ofreció a Tapia de Veer trabajar en dos episodios de la serie de antología Philip K. Dick's Electric Dreams. Trabajó en HUMAN IS, protagonizada por Bryan Cranston, así como en CRAZY DIAMOND, protagonizada por Steve Buscemi, por la que obtuvo una nominación al premio Primetime Emmy al año siguiente.
También compuso la música para el final de la cuarta temporada de la oscura serie de culto futurista de Netflix, Black Mirror, creada y escrita por Charlie Brooker y Annabel Jones. El episodio se titula Black Museum con Letitia Wright, conocida por sus papeles anteriores en Black Panther y Avengers: Infinity War junto a Douglas Hodge.
SOCAN le otorgó el SOCAN International Achievement Award en el otoño de 2017, lo que marca la primera vez que un compositor para cine y televisión recibe el premio. Los ganadores anteriores del premio incluyen bandas como Arcade Fire.
En 2018, el festival Canneseries invitó a Tapia de Veer a formar parte del jurado de su primera temporada, junto a la estrella de The Wire Michael Kenneth Williams, la actriz alemana Paula Beer, la ganadora de la Palma de Oro Melisa Sozen, la guionista y directora francesa Audrey Fouché de Borgias y el creador de Safe, Harlan Coben.
Luego marcó su segundo largometraje, Ventajas de viajar en tren, una adaptación en 2019 de la novela homónima de Antonio Orejudo, dirigida por Aritz Moreno y producida por Morena Films en España, protagonizada por Luis Tosar, Pilar Castro y Javier Botet. La película compitió en importantes festivales de cine como Sitges, Tokio y el Festival de Cine de Bruselas (BRFF), y fue galardonada como "Mejor Comedia" en los Premios Goya en 2020. La música de Tapia de Veer para la película le valió una nominación a los Premios Feroz de España.
Los estrenos en 2020 incluyen la serie Hunters producida por Jordan Peele para Amazon Prime, protagonizada por Al Pacino, el drama The Third Day, escrito por Dennis Kelly en colaboración con Felix Barrett de la compañía de teatro inmersivo Punchdrunk International, producido por Plan B Entertainment para HBO/SKY, protagonizada por Jude Law y Naomie Harris.
En 2021, compuso la música de la serie limitada de HBO The White Lotus, por la que ganó un premio de la Sociedad de Compositores y Letristas y dos premios Emmy en 2022, en las categorías Mejor Música Original para una Serie Limitada, Película o Especial, y Mejor Música de Títulos Principales. También recibió su segunda nominación al BAFTA por su música para The Third Day.

## Discografía

### Lanzamientos de bandas sonoras
- Smile 2 (Paramount Music, 2024)
- The White Lotus: Season 2 (WaterTower Music, 2022)
- Smile (Paramount Music, 2022)
- The White Lotus (Watertower Music, 2021)
- The Third Day: Summer (Milan Records / Sony Music, 2020)
- Philip K. Dick's: Electric Dreams (La La Land Records, 2018)
- Black Mirror: Black Museum (Lakeshore Records, 2018)
- The Girl with All the Gifts (Mondo, Death Waltz Records, 2017)
- National Treasure (Free Run Artists, 2017)
- Humans (Silva Screen Records, 2015)
- Utopia 2 (Silva Screen Records, 2014)
- Utopia (Silva Screen Records, 2013)